# Coenosia picicrus
Coenosia picicrus este o specie de muște din genul Coenosia, familia Muscidae, descrisă de Thomson în anul 1869. Conform Catalogue of Life specia Coenosia picicrus nu are subspecii cunoscute.